# جاکا، قلمرو پایتختی استرالیا

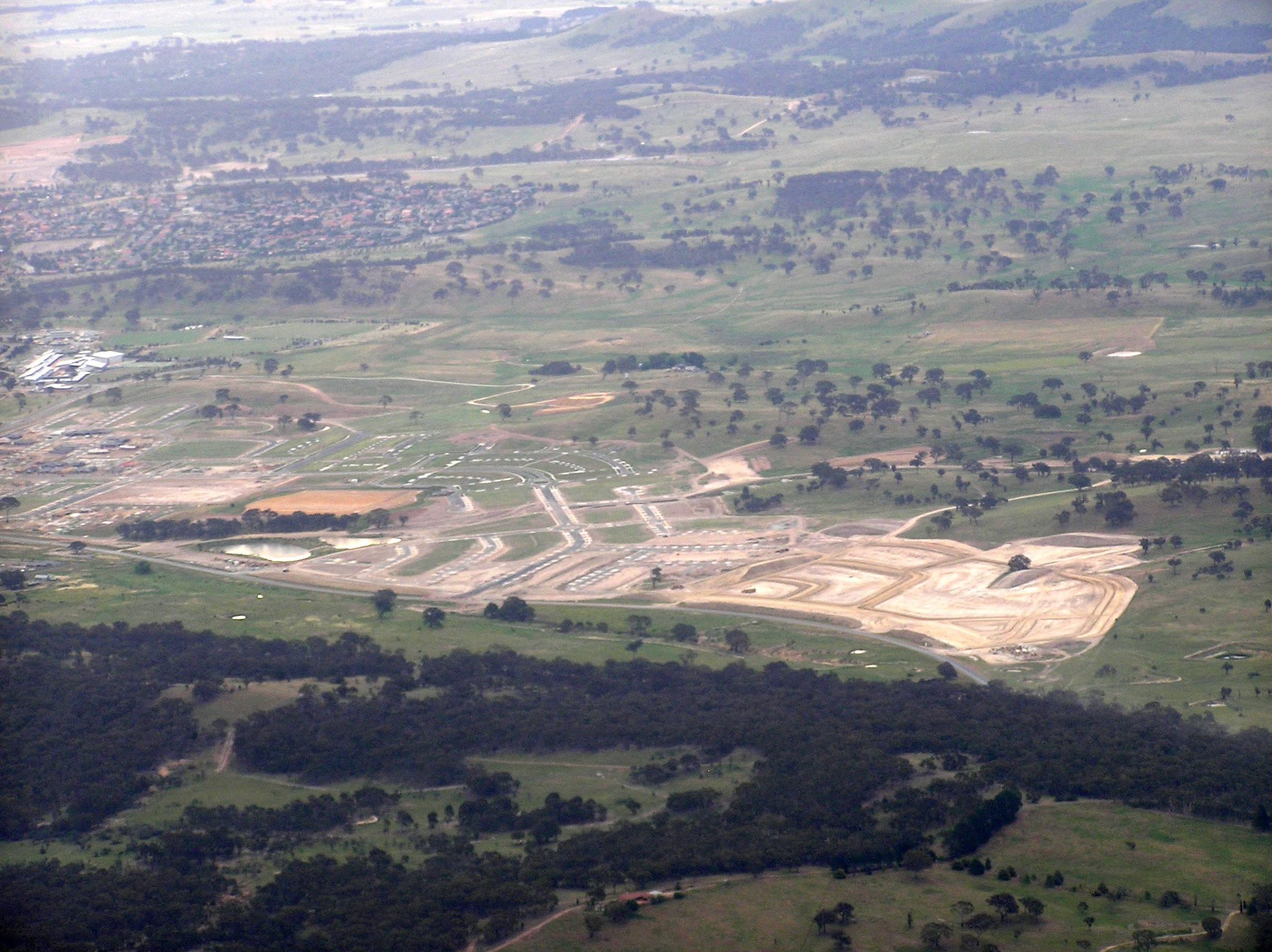
جاکا، قلمرو پایتختی استرالیا

جاکا (به انگلیسی: Jacka) یک حومه شهر در استرالیا است که در قلمرو پایتختی استرالیا واقع شده‌است.